# Боголєпова Ірина Миколаївна
Ірина Миколаївна Боголєпова (нар. 10 серпня 1939, Москва, СРСР) — радянський і російський гістолог, фахівець в області нейрогістології, академік Російської академії наук (2016).

## Біографія
Народилася в Москві 10 серпня 1939 року в родині лікарів.
У 1962 році закінчила Перший московський медичний інститут імені І. М. Сєченова .
У 1962 році вступила до аспірантури Інституту мозку РАМН, де з 1981 року по теперішній час є завідувачем лабораторією анатомії і архітектоніки мозку Відділу дослідження мозку Наукового центру неврології.
У 1965 році захистила кандидатську, а в 1978 році — докторську дисертацію.
У 1994 році — присвоєно вчене звання професора.
У 2005 році Ірина Боголєпова обрана членом-кореспондентом РАМН.
У 2014 році стала членом-кореспондентом РАН (в рамках приєднання РАМН і РАСГН до РАН).
У 2016 році — обрана академіком РАН.

### Сім'я
- Батько Микола Кирилович Боголєпов (1900—1980) — академік АМН СРСР, Герой Соціалістичної Праці.
- Брат Микола Миколайович Боголєпов (нар. 1933) — радянський і російський невропатолог, нейроморфолог, академік РАН (2013).

## Наукова діяльність
Видатний нейроморфолог, внесла великий внесок у вивчення мозку.
Спеціаліст в області цитоархітектоніки і онтогенезу мозку людини.
Вперше описала онтогенез гіпоталамуса людини, вивчила різні етапи пренатального і постнатального розвитку різних відділів гіпоталамуса людини, і тим самим вперше висвітлені в літературі цитоархітектонічні закономірності і особливості формування окремих гіпоталамічних ядер.
На основі отриманих онтогенетичних фактів І. М. Боголєповою була запропонована нова класифікація гіпоталамуса людини, що має важливе значення для розуміння функціональної морфології цього важливого відділу мозку.
Автор понад 360 опублікованих робіт, в тому числі 12 монографій і методичного листа.
Монографія «Будова і розвиток гіпоталамуса людини» (1968) є першим у вітчизняній літературі узагальненням відомостей про структурну організацію гіпоталамуса людини і його формування.

### Науково-організаційна діяльність
- член ВАК
- член різних редакційних колегій медичних журналів

### Вибрані праці
- Боголепова И. Н. Строение и развитие гипоталамуса человека. — «Медицина» Ленинградское отделение г. Москва, 1968. — 175 с.
- Боголепова И. Н., Малофеева Л. И. Структурная асимметрия корковых формаций мозга человека. — Издательство Российского университета дружбы народов г. Москва, 2003. — 155 с. ISBN 5-209-02314-1
- Боголепова И. Н., Малофеева Л. И., Белогрудь Т. В. Использование системы интерактивного анализа изображений MOP-VIDEOPLAN в цитоархитектонических исследованиях мозга человека. — Типография ордена «Знак почета» издательства МГУ г. Москва, 2003. — 38 с.
- Боголепова И. Н. История института мозга. — Издательство Российского университета дружбы народов г. Москва, 2004. — 60 с. ISBN 5-209-02341-9
- Боголепова И. Н. Сравнительный онтогенез корковых формаций мозга человека и обезьян. — Издательство Российского университета дружбы народов г. Москва, 2005. — 361 с. ISBN 5-209-00766-9
- Боголепова И. Н. Музей эволюции мозга НЦН РАМН. — «РКИ Соверо пресс» г. Москва, 2009. — 84 с. ISBN 5-98764-049-0
- Архитектоника коры мозга человека: МРТ-атлас / И. Н. Боголепова, М. В. Кротенкова, Л. И. Малофеева и др. — Атмосфера г. Москва, 2010. — 216 с. ISBN 978-5-902123-43-9
- Боголепова И. Н., Малофеева Л. И. Мозг мужчины, мозг женщины. — ООО "Галлея-Принт г. Москва, 2014. — 300 с. ISBN 978-5-9905509-3-3
- Международные термины по эмбриологии человека с официальным списком русских эквивалентов / О. В. Волкова, В. П. Балашов, И. Н. Боголепова и др. — Гэотар-Медиа г. Москва, 2014. — 417 с. ISBN 978-5-9704-3080-4
- Колесников Л. Л., Боголепова И. Н., Этинген Л. Е. За пределами учебника анатомии. — Литтерра г. Москва, 2017. — 120 с. ISBN 978-5-4235-0291-1
- Bogolepova I. N. Museum of Brain Evolution. — CJSC «RKI SOVERO PRESS» Moscow, 2017. — 80 p. ISBN 5-98764-049-0
- Боголепова И. Н. Музей эволюции мозга ФГБНУ «Научный центр неврологии». — РКИ Соверо пресс г. Москва, 2018. — 83 с. ISBN 5-98764-040-0
- Редакторы: Пирадов М. А., Иллариошкин С. Н., Боголепова И. Н. Институт мозга — отдел исследований мозга 1928—2018. — ООО "Издательское предприятие «Атмосфера» г. Москва, 2018. — 72 с. ISBN 978-5-902123-75-0

## Нагороди
- Премія РАМН імені Б. І. Лаврентьєва (2004) — за найкращу наукову роботу в області гістології